# Enteroxenos muelleri
Enteroxenos muelleri is een slakkensoort uit de familie van de Eulimidae. De wetenschappelijke naam van de soort is voor het eerst geldig gepubliceerd in 1868 door Semper.